# Penny (tiền xu Hoa Kỳ)
Đồng một xu của Hoa Kỳ (ký hiệu: ¢) có tên thường gọi là "penny", là một đơn vị tiền tệ có giá trị một phần trăm của một đô la Hoa Kỳ. Đây là đơn vị tiền tệ có mệnh giá thấp nhất của tiền tệ Hoa Kỳ kể từ khi đất nước này chấm dứt việc đúc đồng nửa xu vào năm 1857. Đồng penny-một xu đầu tiên của Hoa Kỳ được đúc vào năm 1787 và chủ yếu được lưu hành dưới dưới dạng một đồng tiền xu đúc từ đồng hoặc mạ đồng.

## Tên gọi
Tên được khuyên dùng cho đồng xu là one cent piece. Tuy vậy, công chúng thường sử dụng những tên gọi khác để gọi đồng tiền này, như hai cách dùng phổ biến là cent và penny. Bộ Ngân khố và Cục Đúc tiền Hoa Kỳ cũng nhiều lần sử dụng thuật ngữ penny cũng vì mức độ sử dụng phổ biến của nó trong công chúng. Thuật ngữ penny thông tục bắt nguồn từ đồng xu cùng tên của Anh (penny Anh), chiếm một giá trị tương xứng (là đơn vị tiền tệ nhỏ nhất) trong hệ thống tiền tệ Anh quốc. Cách viết dạng số nhiều là pennies là dạng số nhiều (không nên nhầm lẫn với pence, chỉ dùng để chỉ đơn vị tiền tệ).

## Thiết kế hiện nay
Kể từ năm 1909, mặt chính của đồng xu là chân dung Tổng thống Abraham Lincoln. Việc thay đổi thiết kế kể trên nhằm mục đích kỷ niệm một trăm năm ngày sinh của Lincoln. Với quyết định thay đổi này, Lincoln trở thành người có thật đầu tiên (cũng là tổng thống đầu tiên) được đúc trên một đồng tiền xu của Hoa Kỳ. Mặt sau của đồng tiền này lúc đó khắc họa hình ảnh hai lá lúa, được các thợ săn tiền xu gọi là wheat penny (penny lúa mì). Trong giai đoạn từ năm 1959 (năm kỷ 150 năm sinh của Lincoln) cho đến năm 2008, mặt sau đồng tiền đúc hình ảnh Đài tưởng niệm Lincoln. Giữ nguyên mặt trước với chân dung Lincoln, bốn thiết kế mặt sau khác lần lượt được đưa vào lưu hành vào năm 2009, kỷ niệm sinh nhật lần thứ 200 của Lincoln. Kể từ năm 2010, một thiết kế mặt sau mới, mang tính ổn định hơn là Union Shield - được chính thức giới thiệu.

## Kích thước và thành phần
Đồng một xu hiện có đường kính là 0,75 inch (19,05 mm) và dày 0,0598 inch (1,52 mm). Đồng xu từng có kích thước lớn hơn trong quá khứ, chính thức phát hành bởi Cục Đúc tiền từ năm 1793 đến 1857, được gọi là xu lớn (large cent). Trọng lượng của nó phụ thuộc vào thành phần hợp kim đúc thành đồng xu. Đồng xu Lincoln có thành phần chủ yếu làm bằng đồng, có trọng lượng khoảng 3,11 gram, trong khi đó những xu làm bằng kẽm có trọng lượng khoảng 2,5 gram. Đối với một xu Lincoln, những đồng xu trước năm 1982 đều có thành phần chính là đồng (95%) và những đồng xu kể từ năm 1983 có thành phần chính là kẽm (97,5%). Đối với năm 1982, có hai loại thành phần cùng được sử dụng để đúc, do đó có thể cân để phân biệt chúng. Trong giai đoạn Thế chiến thứ II, do nhu cầu về kim loại đồng, Hoa Kỳ đã thay đổi thành phần đồng một xu từ đồng sang thép (Xu thép 1943).

## Tranh luận loại bỏ khỏi lưu thông
Theo website Bộ Ngân khố Hoa Kỳ, tính đến năm 2010, chi phí để đúc mỗi đồng một xu là 0,81 xu, với phần lợi nhuận (chênh lệch) thu được được góp phần vào việc trả nợ công cũng như tài trợ cho các hoạt động của Cục đúc tiền. Vào đầu thập niên 2010, giá kim loại thành phần đúc nên đồng xu này đã tăng giá đáng kể, có lúc giá trị kim loại đạt đỉnh 0,02 đô la, đồng nghĩa với việc để đúc ra 0,01 đô la, chi phí nguyên liệu là 0,02 đô la (thuế đúc tiền mang giá trị âm). 
Tài liệu của Cục Đúc tiền cho thấy chi phí nguyên liệu cũng năm 2018 là 1,78 xu và tổng chi phí đúc và phân phối là 2,06 xu. Năm 2020, chi phí để đúc một đồng xu penny-một xu là 1,51 xu và tổng chi phí để đúc và phân phối là 1,76 xu cho mỗi đồng penny. Chính vấn đề chi phí đúc tiền vượt giá trị của đồng xu đã dồn sự chú ý vào cuộc tranh luận về việc loại bỏ đồng tiền này ra khỏi lưu thông. Hiện tại không có kế hoạch chắc chắn để hủy bỏ đồng penny-một xu.
Theo Báo cáo Quốc hội hai năm một lần vào năm 2020, Cục Đúc tiền cho biết đang thử nhiệm vật liệu thành phần mới cho đồng penny-một xu. Vật liệu mới là thép mạ đồng, có cùng kích thước, trọng lượng và vẻ bề ngoài với đồng xu hiện hành. Điểm khác biệt là nó có từ tính. Thay đổi này, nếu diễn ra, không làm giảm chi phí đồng xu vì tuy giá kim loại thành phần giảm, nhưng giá chế tạo tăng; tuy vậy, nó mang lại lợi ích kinh tế lâu dài do có nhiều nhà cung cấp phôi đồng xu, ít rủi ro hơn.
Luật quy định tối đa 5 đô la mệnh giá cho đồng Nickel-năm xu và một xu Hoa Kỳ khi vận chuyển chúng với mục đích cá nhân và không quá 25 đô la nếu rõ ràng chúng là các sản phẩm hóa tệ học hoặc dùng trong việc giải trí. Luật cấm hành vi nung chảy chúng.

## Hình ảnh một số thiết kế

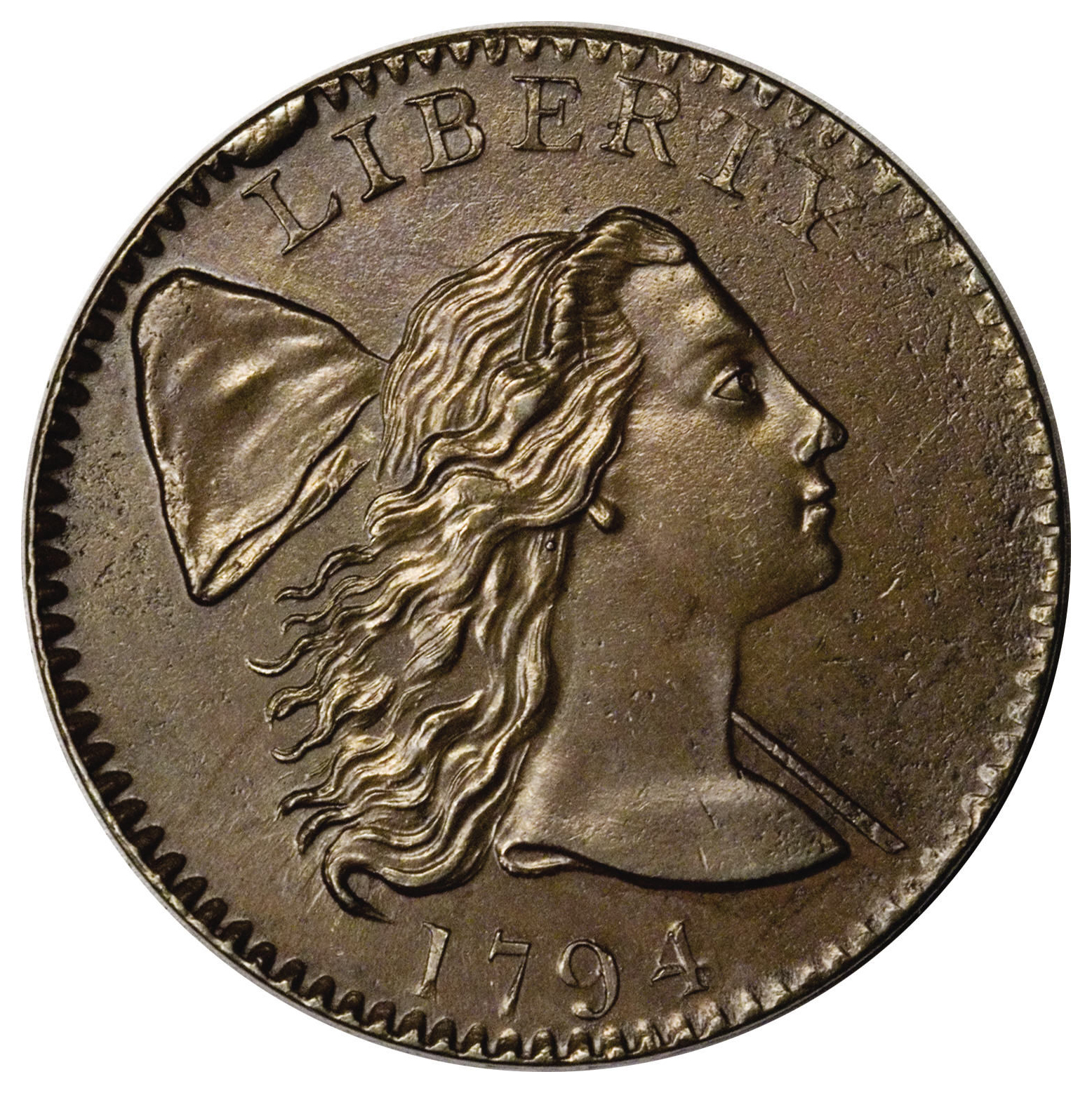
Một xu (cỡ lớn) Nữ thần tự do có mũ - Liberty Cap, 1794
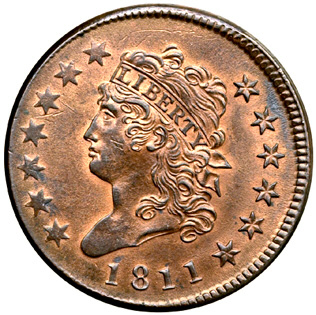
Một xu (cỡ lớn) Classic Head, 1811
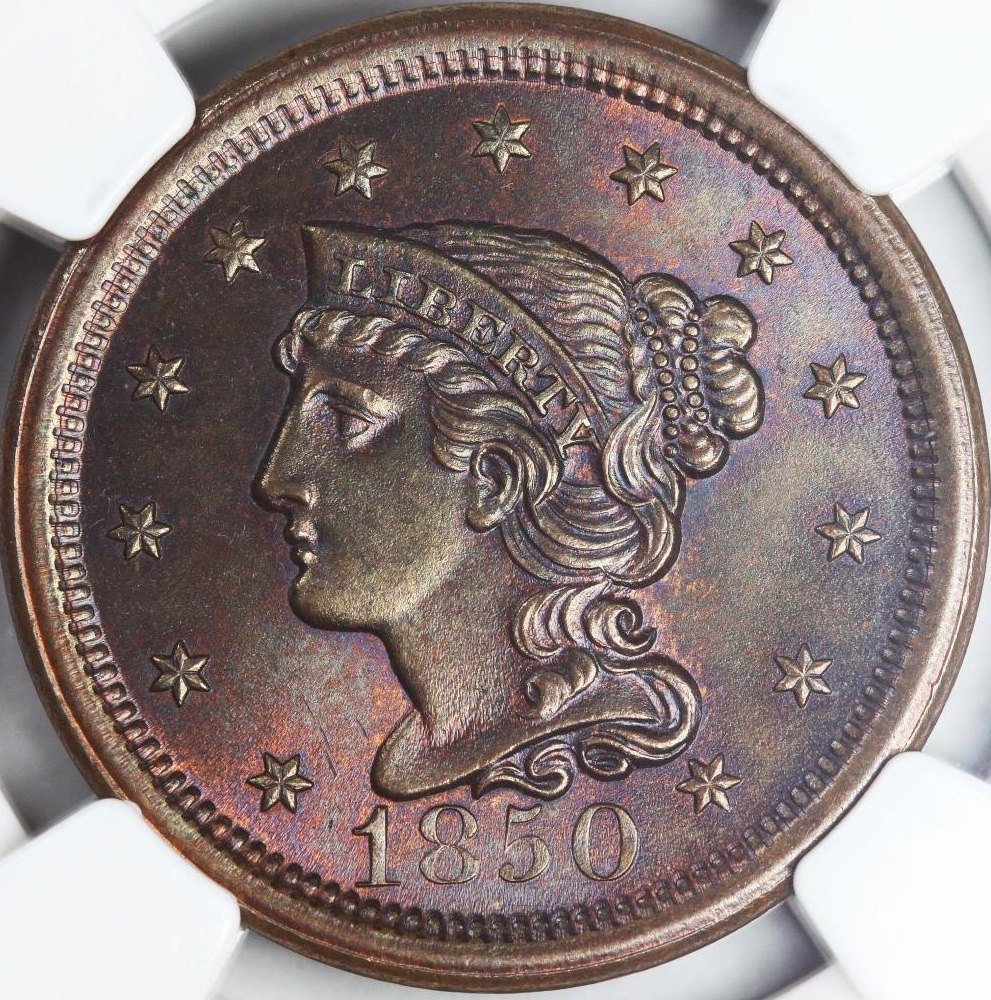
Một xu (cỡ lớn) tóc bện - Braided Hair, 1850
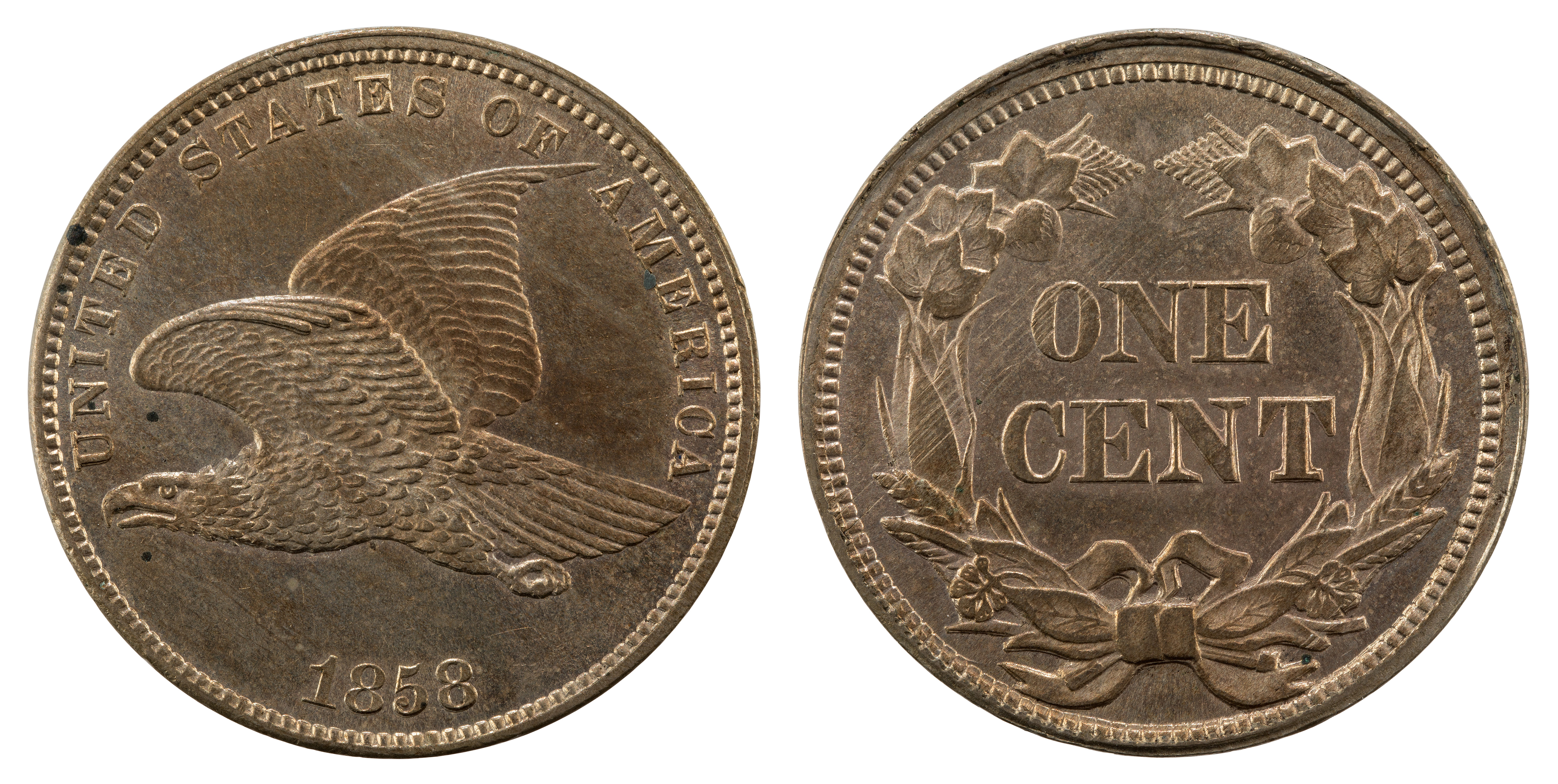
Một xu (cỡ nhỏ) Đại bàng bay - Flying Eagle, 1858
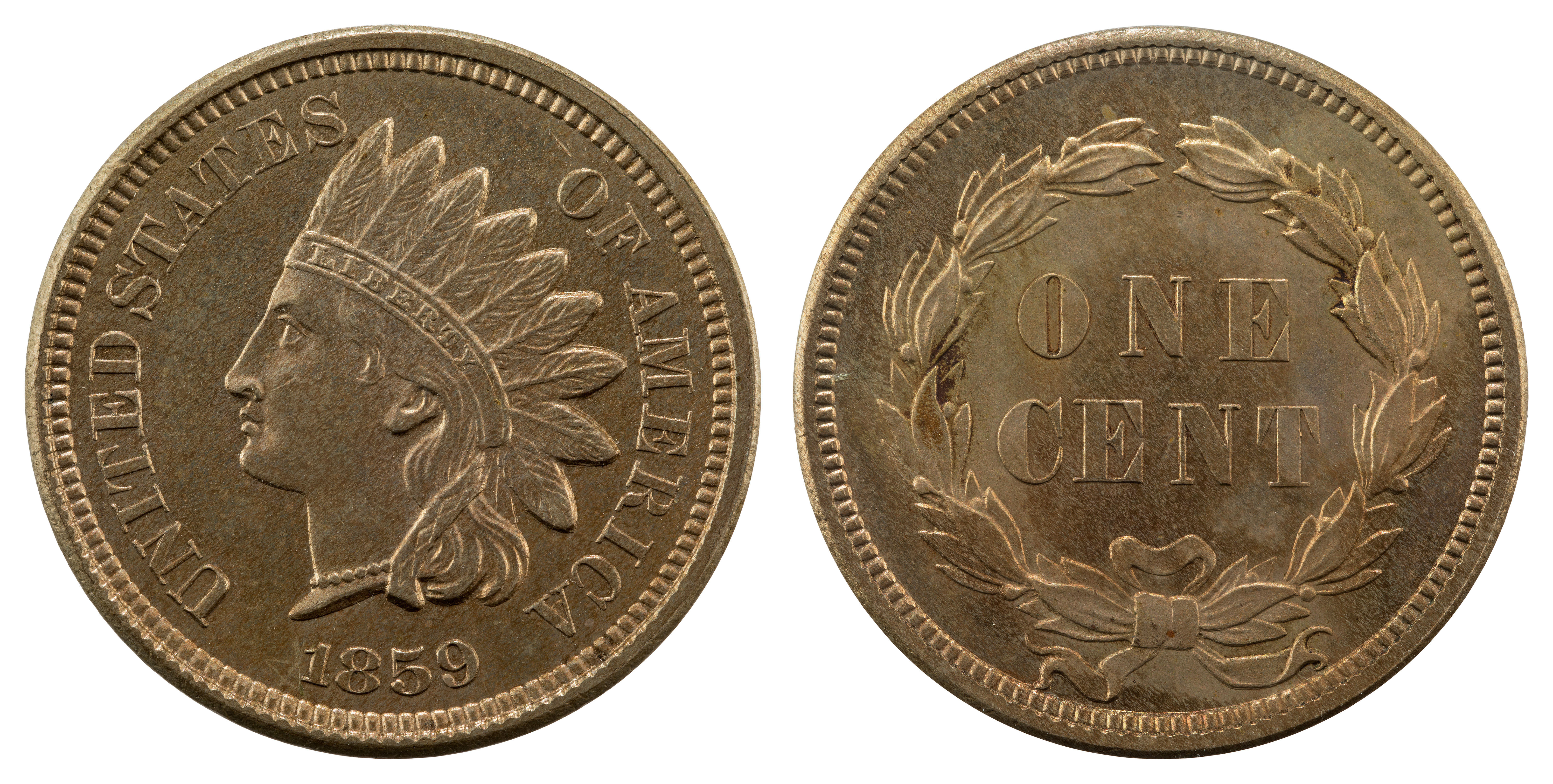
Một xu (cỡ nhỏ) người da đỏ - Idian Head, 1859